# Конструювання ліків

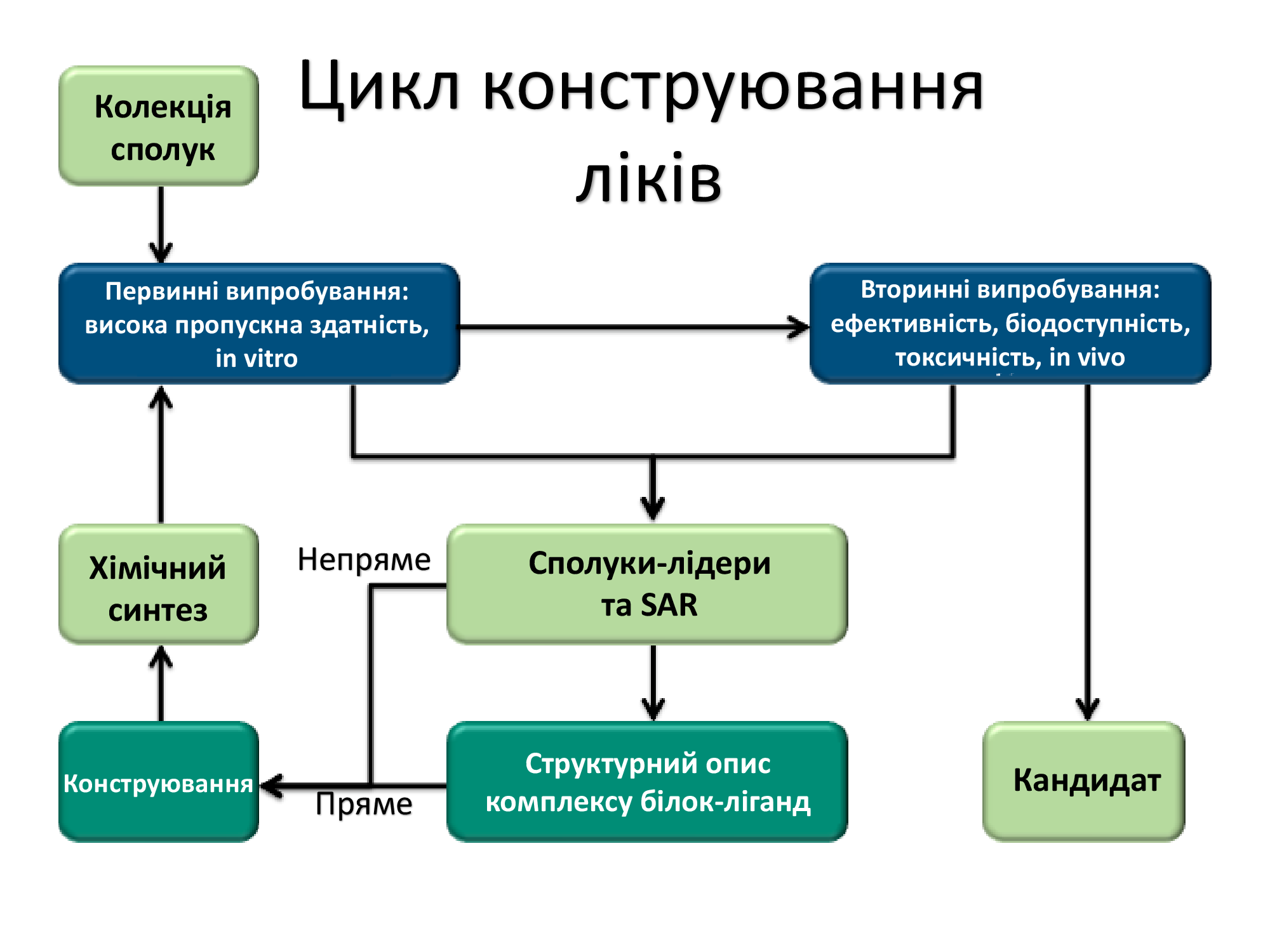
Цикл конструювання ліків

Конструювання ліків, що часто згадується як раціональне конструювання ліків або просто раціональне конструювання, — винахідницький процес пошуку/створення нових лікарських засобів, базований, як правило, на знаннях про біологічну мішень. Найчастіше препарат є малою органічною молекулою, що активує (індукує) чи пригнічує (інгібує) функцію біомолекули, як правило білкової природи, що, у свою чергу, виражається в терапевтичній ефективності. У широкому розумінні, конструювання ліків включає розробку молекул, що є комплементарними за формою та зарядом до біомолекулярної мішені, з якою вони взаємодіють/зв’язуються. Часто, але не обов'язково, конструювання ліків  спирається на методи комп'ютерного моделювання. Цей тип моделювання іноді називають комп'ютерним конструюванням ліків (computer-aided drug design CADD). У свою чергу, конструювання ліків, яке опирається на інформацію про тривимірну будову біомішені, відоме як структура-орієнтоване конструювання ліків (structure-based drug design) або, частіше, мішень-орієнтоване конструювання (target-based drug design). Окрім малих молекул, біофармацевтичні препарати (наприклад терапевтичні антитіла) стають дедалі важливішим класом лікарських засобів; в цьому випадку також розроблені обчислювальні методи для покращення їх спорідненості, селективності та стабільності. 
Фраза "конструювання лікарських засобів" є певною мірою хибною. Більш точний термін - це конструювання лігандів (наприклад, конструювання молекули, яка буде взаємодіяти/зв'язуватися з мішенню). Хоча сучасні підходи до прогнозування афінності є досить успішними, існує багато інших властивостей молекул (таких як біодоступність, метаболічний період напіврозпаду, побічні ефекти і т.д.), які повинні бути оптимізовані, перш ніж ліганд стане безпечним і ефективним препаратом. Ці характеристики часто важко передбачити за допомогою раціональних методів проектування. Тим не менше, через високий рівень відсіювання, особливо під час клінічних етапів дослідження потенційного лікарського засобу, в процесі конструювання ліків більше уваги зосереджують на виборі кандидатів у лікарський засіб (drug-candidates), фізико-хімічні властивості яких, прогнозовано, призведуть до менших ускладнень у процесі розробки та, як наслідок, до створення лікарського засобу. Крім того, in vitro дослідження, доповнені обчислювальними методами, все частіше використовуються на ранніх етапах створення ліків для відбору сполук з більш сприятливими ADME (поглинання (Absorbtion), розподіл (Distribution), метаболізм (Metabolism) та елімінація (Elimination)) і токсикологічними профілями.

## Біомішені
Біомолекулярна мішень (найчастіше білок (фермент, рецептор) або нуклеїнова кислота) є ключовою молекулою, яка залучена до конкретного метаболічного/сигнального шляху, пов'язаного із специфічною нозологією чи інфекційністю/виживанням певного мікроорганізму. Активація/інгібування потенційної біомішені не обов'язково спичиняє розвиток захворювання, але, за визначенням, повинна бути залучена у розвиток захворювання. У деяких випадках розробляються малі молекули для активації/інгібування функції біомішені в конкретному метаболічному шляху, що змінюється в результаті розвитку захворювання. Малі молекули (наприклад, агоністи, антагоністи, зворотні агоністи чи модулятори, активатори або інгібітори ферментів, активатори і блокатори іонних каналів тощо) розробляють комплементарними до місць зв’язування з біомішенню (активний центр, алостеричний центр тощо). Малі молекули (лікарські засоби) мають бути розроблені таким чином, щоб вони не впливали на інші важливі "нецільові" ("off-targets") біомолекули (часто трактуються як антимішені), оскільки така взаємодія може призвести до небажаних ефектів. Окремо слід виділити так звану перехресну реактивність (здатність малих молекул неселективно зв'язуватись із цілою групою біомішеней) до споріднених мішеней (високо гомологічнних), що мають подібні сайти зв'язування (активні центри), що також приводить до небажаних ефектів. 

## Раціональна розробка ліків
На відміну від традиційних методів виявлення лікарських засобів (відомих як класична фармакологія), які покладаються на тестування речовин на культивованих клітинах або на тваринах, а також на визначенні придатності видимих ефектів для лікування, раціональні розробки лікарських засобів (також називають зворотною фармакологією) починаються з гіпотези про те, що модуляція конкретної біологічної мішені може мати терапевтичне значення. Для того, щоб біомолекулу було обрано як мішень, необхідні два основні фрагменти інформації. Перший - доказ того, що модуляція мішені є модифікацією захворювання. Він може бути отриманий, наприклад, від пов’язаних досліджень, які показують зв'язок між мутаціями в біологічній мішені та певними захворюваннями. Другий полягає в тому, що мішень із високою спорідненістю буде зв’язуватися з лікарським засобом. Це означає, що вона здатна зв'язуватися з невеликою молекулою і що її активність може бути модульована малими молекулами.
Після ідентифікації відповідної мішені, її, як правило, клонують, виділяють і очищують. Очищений білок потім використовується для проведення скринінгового аналізу. Додатково можна визначити тривимірну структуру мішені.
Пошук невеликих молекул, які зв'язуються з мішенню, починається шляхом скринінгу бібліотек потенційних лікарських речовин. Це можна виконати за допомогою скринінгового аналізу ("вологий екран"). Крім того, якщо наявна структура мішені, методами віртуального скринінгу можна підшукати кандидатів у лікарський засіб. В ідеалі, сполуки кандидатів повинні бути "лікоподібними", тобто вони повинні володіти властивостями, які, як передбачається, призводять до оральної біодоступності, нвлежної хімічної та метаболічної стабільності, мінімального токсичного ефекту. Для оцінки лікоподібності є кілька методів, таких як «Правило П’яти» Ліпінскі, а також цілий ряд методів обчислювання, наприклад, ліпофільної спорідненості. У науковій літературі також було запропоновано кілька способів прогнозування метаболічних перетворень препаратів.
Через велику кількість властивостей лікарських засобів, які повинні бути одночасно оптимізовані під час процесу конструювання, іноді застосовують багатоцільові методи оптимізації. Врешті, через обмеження в сучасних методах прогнозування активності, конструювання ліків все ще покладається на щасливий випадок і обмежену раціональність.
Органоїди, отримані або з дорослих стовбурових клітин, або з індукованих плюрипотентних стовбурових клітин, можна вирощувати так, щоб вони нагадували різні органи. Оскільки вони схожі на свої оригінальні органи, органоїди мають великі перспективи для використання в медичних дослідженнях і розробці нових ліків.

## Комп’ютерне конструювання ліків
Найважливішою метою конструювання лікарських засобів є прогнозування того, чи буде дана молекула зв'язуватися з мішенню, і якщо так, то наскільки сильно. Найчастіше для оцінки сили міжмолекулярної взаємодії між невеликою молекулою та її біологічною мішенню використовуються молекулярна механіка або молекулярна динаміка. Ці методи також використовуються для прогнозування конформації малих молекул та для моделювання конформаційних змін у мішені, які можуть виникнути, коли невелика молекула зв'язується з нею. Напівемпіричні методи квантової хімії  або функціональна теорія щільності часто використовуються для надання оптимізованих параметрів при обчисленні молекулярної механіки, а також забезпечення оцінки електронних властивостей (електростатичний потенціал, поляризовність тощо) кандидата в лікарський засіб, які будуть впливати на спорідненість до зв’язування. 
Методи молекулярної механіки також можуть бути використані для отримання напівкількісного прогнозування спорідненості до зв’язування. Також для оцінки спорідненості до зв’язування може бути використана базована на відомостях обчислювальна функція. Ці методи використовують лінійну регресію, апаратне засвоєння, нейронні мережі чи інші статистичні техніки для отримання прогнозованих рівнянь спорідненості до зв'язування шляхом співставлення експериментальних показників спорідненості з одержаними в результаті обчислень енергіями взаємодії між невеликою молекулою та мішенню.
В ідеалі, обчислювальний метод у змозі передбачити спорідненість ще перед тим як сполука буде синтезована, а отже, теоретично, лише одну речовину доведеться синтезувати, економлячи величезну кількість часу та коштів. Реальність полягає в тому, що сучасні обчислювальні методи недосконалі і забезпечують, у кращому випадку, лише якісно точну оцінку спорідненості. На практиці ж і досі проводити численні повторення конструювання, синтезу та тестування, перш ніж відкрити оптимальний препарат. Обчислювальні методи прискорюють розробку шляхом зменшення кількості необхідних повторень і часто передбачують нові структури.
Конструювання лікарських засобів за допомогою комп'ютерів може використовуватись на будь-якому з наступних етапів відкриття ліків:
1. ідентифікація хітів за допомогою віртуального скринінгу (структура- чи ліганд-орієнтоване конструювання);
2. оптимізація спорідненості та вибірковості на шляху «від хіта до лідера» (структура-орієнтоване конструювання, QSAR та ін.);
3. оптимізація інших фармацевтичних властивостей лідера при збереженні спорідненості.

Для подолання недостатнього передбачення спорідненості до зв’язування, обчисленої за сучасними розрахунковими функціями, в ході аналізу використовують інформацію про білково-лігандну взаємодію та 3D-структуру сполуки. Для структура-орієнтоване конструювання ліків було розроблено кілька постскринінгових методів аналізу, зосереджених на взаємодії білок-ліганд, з метою покращення збагачення та ефективного видобутку потенційних кандидатів:
1.Консенсусне обчислення
- Вибір кандидатів шляхом голосування за множинними функціями
- Може втратити зв'язок між структурною інформацією про білково-ліганд та критерієм оцінки

2.Кластерний аналіз
- Представлення та групування кандидатів відповідно до білково-лігандної 3D інформації
- Потребує виразного представлення білково-лігандних взаємодій

## Типи
Існує два основних типи конструювання ліків. Перший називається ліганд-орієнтоване конструювання ліків, а другий – структура-орієнтоване конструювання.

### Ліганд-орієнтоване конструювання ліків
Ліганд-орієнтоване конструювання ліків (або непряме конструювання ліків) спирається на відомості про інші молекули, які зв'язуються з біологічною мішенню, що представляє інтерес. Ці інші молекули можуть бути використані для отримання моделі фармакофору, що визначає мінімальні необхідні структурні характеристики, якими повинна володіти молекула для зв'язування з мішенню. Іншими словами, модель біологічної мішені може бути побудована на основі знань того, що з ним зв'язується, і ця модель, у свою чергу, може бути використана для розробки нових молекулярних утворень, які взаємодіють з мішенню. З іншого боку, можна отримати кількісний взаємозв‘язок між структурою та активністю (QSAR), а разом із ним кореляцію між розрахованими властивостями молекул та їхньою експериментально визначеною біологічною активністю. Ці співвідношення QSAR, у свою чергу, можуть бути використані для прогнозування активності нових аналогів.

### Структура-орієнтоване конструювання ліків
Структура-орієнтоване конструювання ліків (або пряме конструювання ліків) спирається на знання тривимірної структури біологічної мішені, отриманої за допомогою таких методів, як рентгенівська кристалографія або ЯМР-спектроскопія. Якщо експериментальна структура мішені недоступна, можливе створення її гомологічної моделі на основі експериментальної структури відповідного білка. Використовуючи структуру біологічної мішені, інтерактивні графіки та інтуїцію медичного  хіміка, можуть бути розроблені кандидати в лікарський засіб, які, як передбачається, з високою спорідненістю та селективністю зв'язуватимуться з мішенню. Окрім цього, для виявлення нових кандидатів можна використовувати різні автоматичні обчислювальні процедури.
Сучасні методи структура-орієнтованого конструювання ліків можна розділити приблизно на три основні категорії.
Першим методом є ідентифікація нових лігандів для отриманого рецептора шляхом прочісування великих баз даних 3D-структур малих молекул, щоб знайти ті, які відповідають зв'язувальній кишені рецептора, використовуючи швидкі наближені докінгові програми. Цей метод відомий як віртуальний скринінг. 
Друга категорія - розробка нових лігандів de novo. Цей метод полягає в поступовому збиранні невеликих частин молекули ліганду в межах зв'язувальної кишені. Ці частини можуть бути як окремими атомами, так і молекулярними фрагментами. Ключовою перевагою такого методу є можливість запровадження нових структур, які не містяться в жодній базі даних. 
Третім методом є оптимізація відомих лігандів шляхом оцінки запропонованих аналогів в межах зв’язуючої порожнини.

#### Ідентифікація ділянок зв’язування
Ідентифікація ділянок зв’язування – це перший крок структура-орієнтованого конструювання. Якщо структура мішені або доволі схожого гомолога визначається в присутності зв'язуючого ліганду, то потрібно досліджувати структуру саме ліганда , в цьому випадку місце розташування ділянки зв'язування малозначиме. Однак, незайняті алостеричні ділянки зв’язування також можуть представляти інтерес. Крім того, трапляється так, що доступні тільки структури апопротеїну (білка без ліганду), тож надійна ідентифікація вакантних ділянок, які мають потенціал до зв'язування із високоспорідненими лігандами, стає істотно важливою. Коротше кажучи, ідентифікація ділянки зв'язування зазвичай залежить від ідентифікації увігнутих поверхонь білка, які можуть розміщувати молекули розмірів лікарського засобу, що також володіють відповідними "гарячими точками" (гідрофобні поверхні, ділянки водневих зв’язків тощо), які призводять до зв'язування ліганда.

#### Оцінюючі функції
Структура-орієнтоване конструювання ліків намагається використовувати структуру білків як основу для проектування нових лігандів, застосовуючи принципи молекулярного розпізнавання. Вибіркове високоспоріднене зв'язування з мішенню, як правило, є бажаним, оскільки наводить на більш ефективні препарати з меншою кількістю побічних ефектів. Таким чином, одним із найважливіших принципів конструювання чи досягнення потенційних нових лігандів є прогнозування спорідненості до зв'язування певного ліганду з його мішенню (і відомими антимішенями) та використання прогнозованої спорідненості як критерію відбору. 
Одну із раніше загальноприйнятих емпіричних оцінюючих функцій розробив Бем (Böhm) для опису енергії зв'язування лігандів з рецепторами. Ця емпірична оцінююча функція мала наступну форму:
{\displaystyle \Delta G_{\text{bind}}=\Delta G_{\text{0}}+\Delta G_{\text{hb}}\Sigma _{h-bonds}+\Delta G_{\text{ionic}}\Sigma _{ionic-int}+\Delta G_{\text{lipophilic}}\left\vert A\right\vert +\Delta G_{\text{rot}}{\mathit {NROT}}}
де:
- ΔG0 – емпірично виведений зсув, який частково відповідає загальній втраті трансляційної та ротаційної ентропії ліганду при зв'язуванні
- ΔGhb – внесок водневих зв’язків
- ΔGionic – внесок іонних взаємодій
- ΔGlip – внесок ліпофільних взаємодій, де |A| - площа поверхні ліпофільного контакту між лігандом і рецептором
- ΔGrot – втрати ентропії внаслідок застигання обертання у зв'язку ліганда при з'єднанні

Більш загальне термодинамічне «майстер-рівняння» виглядає наступним чином:
{\displaystyle {\begin{array}{lll}\Delta G_{\text{bind}}=-RT\ln K_{\text{d}}\\[1.3ex]K_{\text{d}}={\dfrac {[{\text{Ligand}}][{\text{Receptor}}]}{[{\text{Complex}}]}}\\[1.3ex]\Delta G_{\text{bind}}=\Delta G_{\text{desolvation}}+\Delta G_{\text{motion}}+\Delta G_{\text{configuration}}+\Delta G_{\text{interaction}}\end{array}}}
де:
- desolvation – ентальпічні втрати при видаленні ліганда з розчинника
- motion – ентропнічні втрати при зниженні ступеня свободи у момент зв'язування ліганда з його рецептором
- configuration – конформаційна енергія деформації, що затрачається на спрямування ліганда в його "активну" конформацію
- interaction – збільшення ентальпії при "ресольвації" ліганда з його рецептором

Основна ідея полягає в тому, що загальну зв’язуючу вільну енергію можна розкласти на незалежні компоненти, важливі для процесу зв'язування. Кожен компонент відображає певний вид змін вільної енергії під час процесу зв'язування між лігандом і його цільовим рецептором. Майстер-рівняння - це лінійна комбінація цих компонентів. Відповідно до рівняння вільної енергії Гіббса, було побудовано співвідношення між рівноважною константою дисоціації (Kd) та компонентами вільної енергії.
Для оцінки кожного з компонентів майстер-рівняння використовуються різні обчислювальні методи. Наприклад, зміна площі полярної поверхні при зв'язуванні ліганда може бути використана для оцінки енергії десольватації. Кількість обертових зв'язків, застиглих при зв'язуванні лігандів, пропорційна періоду руху. Конфігураційну або деформаційну енергію можна оцінити, використовуючи розрахунки молекулярної механіки. Нарешті, енергія взаємодії може бути оцінена за допомогою таких методів, як зміна неполярної поверхні, статистично виведені потенціали середньої сили, кількість утворених водевих зв'язків тощо. На практиці, компоненти майстер-рівняння придатні для експериментальних даних з використанням множинної лінійної регресії. Це досягається завдяки використанню різноманітного тренувального набору, що включає багато різних типів лігандів і рецепторів, для створення менш точної та більш загальної "глобальної" моделі або більш обмеженого набору лігандів і рецепторів для створення більш точної, але менш загальної "місцевої" моделі.

## Приклади
Окремим прикладом раціонального конструювання лікарських засобів є використання тривимірної інформації про біомолекули, отриманої завдяки таким методам, як рентгенівська кристалографія та ЯМР-спектроскопія. Комп'ютерне конструювання ліків, зокрема, стає більш виправданим, коли доступна високороздільна структура цільового протеїну, що зв'язуватиметься з потенційним лігандом. Цей підхід до відкриття лікарських засобів іноді називають структура-орієнтованим конструюванням ліків. Першим однозначним прикладом застосування структура-орієнтованого конструювання, що призвів до затвердженого препарату, є інгібітор карбонагідрази дорзоламід, який затвердили у 1995 році.
Іншим важливим прикладом раціонального конструювання ліків є іматиніб, інгібітор тирозинкінази, розроблений спеціально для протидії гібридному білку bcr-abl, властивого хворим лейкозом (хронічна мієлоїдна лейкемія та інколи гостра лімфолейкоз) носіям філадельфійської хромосоми. Іматиніб суттєво відрізняється від попередніх ліків проти раку, оскільки більшість хіміотерапевтичних представників уражає клітини, що швидко діляться, не диференціюючи ракові клітини від інших тканин. 
Додаткові приклади:
- Багато атипових антипсихотиків
- Циметидин, прототипний антагоніст Н2-рецепторів, з якого були розроблені пізніші члени класу
- Селективні інгібітори ЦОГ-2, НПЗЗ
- Енфувіртид, пептидний інгібітор входження ВІЛ
- Небензодіазепіни, такі як золпідем і зопіклон
- Ралтегравір, інгібітор ВІЛ-інтегрази
- СІЗЗС (селективні інгібітори зворотного захоплення серотоніну), клас антидепресантів
- Занамівір, противірусний препарат

## Критика
Було доведено, що надзвичайно жорстка та цілеспрямована природа раціонального конструювання ліків пригнічує серендипність у відкритті лікарських препаратів. Оскільки багато найбільш значущих медичних відкриттів були випадковими, сучасна увага до раціонального конструювання ліків може обмежити прогрес у виявленні лікарських речовин. Більше того, раціональне конструювання ліків може бути обмежене неповним розумінням основних молекулярних процесів захворювання, яке передбачено лікувати.

## Додаткова література

### Книги
- Серія книг Drug Discovery (Королівське хімічне товариство, 2010-2023+)
- Серія книг Computer-Aided Drug Discovery and Design (Springer Nature, 2022+)

### Журнали
- Фармацевтичний журнал
- Nature Reviews Drug Discovery (сайт, Nature Portfolio)
- Advanced Drug Delivery Reviews (Elsevier)
- Drug Discovery Today (Elsevier)
  - Drug Discovery Today: Technologies
  - Drug Discovery Today: Disease Models
- Expert Opinion on Drug Discovery (Informa Healthcare)